# Arena Plínio Marin
A Arena Plínio Marin é um estádio de futebol localizado na cidade de Votuporanga, no estado de São Paulo.
Tem capacidade para 8.145 lugares.

## História
Plínio Marin foi um dos pioneiros de Votuporanga. Sua família chegou no dia de fundação da cidade. Gostaram da região e compraram 160 alqueires, dos quais, anos mais tarde, foram doados: uma área para construção da praça São Bento, outras para abertura de ruas, um terreno para a construção do Centro Espírita e o terreno para construção do Estádio Plínio Marin.
Marin foi proprietário do 1º cartório de registro de imóveis de Votuporanga. Foi presidente da Comissão de Dirigentes constituída no ano de 1957 para a concretização da união do América Futebol Clube com o Votuporanga Esporte Clube, que em consequência deram origem à Associação Atlética Votuporanguense. Foi o 1º presidente Associação Atlética Votuporanguense (AAV), que, aos 19 dias de fevereiro de 1961, recebeu o título de campeões da 3ª divisão de profissionais.
Em 2011, o estádio foi vendido pela Prefeitura de Votuporanga a um grupo de empreendimento imobiliário e acabou demolido em 2015. No mesmo ano, porém em outro terreno, começou a ser erguida a Arena Plínio Marin. Além do campo de futebol ela abriga um complexo esportivo com piscina olímpica e circuito de skate.
A Arena foi inaugurada no dia 23 de janeiro de 2016, em jogo amistoso entre o CA Votuporanguense 3x4 Ponte Preta.